# Gioacchino Bellezza
Gioacchino Bellezza (Oggebbio, 9 ottobre 1801 – Cannero, 22 marzo 1887) è stato un militare italiano, insignito della medaglia d'oro al valor militare a vivente nel corso della prima guerra d'indipendenza italiana.

## Biografia
Nacque a Oggebbio, oggi Provincia di Verbania, il 9 ottobre 1801, figlio di Federico e di Giacomina Raffaelli. 
Non ancora ventenne, caduto in sospetto alla polizia austriaca, dovette lasciare Milano, dove la famiglia aveva attività commerciali e, oltrepassato a nuoto il Ticino, si rifugiò nel Regno di Sardegna. Arruolatosi nell'Armata sarda come cannoniere nelle batterie a cavallo del Corpo di artiglieria, raggiunse il grado di ufficiale nel 1842. 
In quello stesso anno fu decorato di medaglia d'argento al valore militare per essersi particolarmente distinto in occasione di un gravissimo incendio sviluppatosi in località di Venaria Reale, nei pressi Torino il 15 marzo. Quattro anni dopo per un analogo comportamento gli venne conferita una menzione onorevole. 
Nella prima guerra d'indipendenza italiana del 1848 in qualità di comandante la 2ª sezione della 1ª batteria a cavallo, si distinse, il 9 aprile, al passaggio del Mincio a Monzambano venendo promosso luogotenente sul campo. Il 6 maggio successivo, ricevuto l'ordine di portarsi con la sua sezione in una posizione arretrata, dato che il suo reparto era stato maggiormente esposto a tiro nemico durante il combattimento, aveva già fatto attaccare gli avantreni ai pezzi e stava per allontanarsi dal villaggio di Santa Lucia quando una improvvisa carica di cavalleria e con seguente attacco delle fanterie austriache minacciarono di travolgere le truppe della brigata Aosta dove si trovava re Carlo Alberto insieme al suo stato maggiore. Il quel frangente, con i soli serventi, essendo rimasto senza la scorta di protezione, manovrando rapidamente sotto il violento fuoco nemico, dispose i suoi pezzi in batteria, a cavallo della strada, ed aprì il fuoco sul nemico da una distanza di 300 passi. Una batteria austriaca, appostata al riparo di una barricata concentrò il suo fuoco sulla sua batteria uccidendo molti dei serventi ai pezzi, ma ciononostante la sezione continuò un tiro talmente preciso da costringere la fanteria austriaca a ritirarsi e la sua artiglieria a cessare il fuoco. Per questo fatto, con Regio Decreto del 10 maggio 1848 fu insignito della medaglia d'oro al valor militare a vivente. 
Cinque giorno dopo fu trasferito a disposizione del Governo provvisorio della Lombardia con il grado di capitano ed il comando di una batteria di istruzione. Il 30 maggio riuscì a sedare un tumulto popolare scoppiato nel Castello Sforzesco di Milano ricevendo così una seconda menzione onorevole. Con la ripresa delle operazioni belliche l'anno successivo si distinse nella battaglia di Novara del 23 marzo 1849, meritandosi una terza menzione onorevole. Nel settembre 1850 il Ministro della guerra, generale Alfonso La Marmora, gli affidò l'incarico di insegnare la scherma alla Scuola di Applicazione di Cavalleria in Pinerolo, e poi alla Regia Accademia Militare di Torino. Fu maestro dei principi di casa Savoia. Nel 1858 re Vittorio Emanuele II lo nominò Cavaliere dell'Ordine dei Santi Maurizio e Lazzaro. Nel maggio 1863 fu collocato a riposo dall'esercito con il grado di maggiore e alla fine del 1867 si dimise volontariamente da maestro di scherma. Ritornò sul lago Maggiore stabilendosi a Cannero, dove vi era un clima più favorevole alla cagionevole salute dell'amata moglie da cui ebbe quattro figli.
Si spense a Cannero il 22 marzo 1887.

### Annotazioni
1. ↑  Sfidando a petto nudo i rivoltosi rivolse loro la seguente frase colpite qui, ricordate che è il petto di un padre di famiglia, risparmiato dalle palle austriache.

### Fonti
1. ↑  Carolei, Greganti 1950, p. 28.
2. 1 2 3 4 5 6 7 8 9 10 11 12 13  Combattenti Liberazione.
3. 1 2 3 4 5 6 7 8 9 10 11 12 13 14  Il Risorgimento sul Lago Maggiore.
4. ↑  Quirinale - scheda - visto 23 marzo 2023